# Marcos Enrique Zaragoza Mayor
Marcos Enrique Zaragoza Mayor (La Vila Joiosa, 27 de desembre de 1971) és un polític valencià, diputat a les Corts Valencianes en la VIII legislatura.

## Biografia
És diplomat en turisme i expert universitari en Marqueting i Turisme. Militant del Partit Popular, fou regidor de l'ajuntament de la Vila Joiosa a les eleccions municipals espanyoles de 1999, 2003 i 2007. En 2011 ja no va ocupar cap càrrec públic fins que el febrer de 2014 va substituir en el seu escó Angélica Such Ronda, escollida diputada a les eleccions a les Corts Valencianes de 2011 i que hagué de dimitir per la seva implicació en el cas Gürtel. Ha estat vicepresident de la Comissió no permanent especial d'estudi de les tècniques i de les actuacions per a millorar el rendiment escolar i les possibilitats d'ocupació dels joves.